# Германия на «Евровидении-1958»
Германия принимала участие на «Евровидении 1958», проходившем в Хилверсюме, Нидерланды, 12 марта 1958 года.. На конкурсе её представляла Марго Хильшер с песней «Für zwei Groschen Musik», выступившая восьмой. В этом году страна заняла седьмое место, получив 5 баллов. Комментатором конкурса от Германии в этом году Вольф Миттлер. Глашатаем от страны выступила Клаудия Дорен.
Хильшер выступила в сопровождении оркестра под руководством Дольфа ван дер Линдена.
На момент прохождения конкурса, в Германии лишь около 5% населения имели телевизор.

## Национальный отбор[6]
Финал национального отбора состоялся 20 января 1958 года в Kleine Westfalenhalle, в Дортмунде.Ведущими мероприятия стали Анайд Ипликьиан и Курт А. Юнг. В отборе приняло участие 12 исполнителей. Данные о проведении национального отбора сохранились не полностью.
| №  | Исполнитель     | Песня                        | Место | Баллы |
| -- | --------------- | ---------------------------- | ----- | ----- |
| 1  | Эвелин Кюннеке  |                              |       |       |
| 2  | Эрни Билер      |                              |       |       |
| 3  | Фред Бертельман |                              |       |       |
| 4  | Гитта Линд      | «Etwas leise Musik»          |       |       |
| 5  | Лале Андерсен   | «Die braut der sieben meere» |       | 4     |
| 6  | Вико Торриани   |                              |       |       |
| 7  | John Paris      |                              |       |       |
| 8  | Margret Fürer   |                              |       |       |
| 9  | Марго Хильшер   | «Für zwei Groschen Musik»    | 1-е   | 10    |
| 10 | Георг Томалла   |                              |       |       |
| 11 | Peter Lorenz    |                              |       |       |
| 12 | Фред Вайрих     |                              |       |       |

На отборе один из артистов спел песню «Drei Häuse weiter», но кто именно — неизвестно.
По итогам конкурса победила Марго Хильшер, которая уже представляла страну на «Евровидении-1957».

## Страны, отдавшие баллы Германии
Жюри каждой страны из десяти человек распределяло 10 баллов между понравившимися песнями
| Отдали Германии… | Отдали Германии…       |
| 2 балла          | 1 балл                 |
| ---------------- | ---------------------- |
| Франция          | Австрия Бельгия Швеция |

## Страны, получившие баллы от Германии
| 5 баллов | Бельгия |
| 4 балла  | Италия  |
| 1 балл   | Франция |